# Stella (Itàlia)
Stella (en lígur: A Steja) és un comune (municipi) de la província de Savona, a la regió italiana de la Ligúria. A 1 de gener de 2017 la seva població era de 3.030 habitants i la seva superfície és de 43,68 km².
Limita amb els següents municipis: Albisola Superiore, Celle Ligure, Pontinvrea, Sassello i Varazze.

## Localitats
El municipi es divideix en cinc frazioni (localitats) diferents, conegudes com les cinque stelle (cinc estrelles):
Stella San Giovanni, adjacent a Albisola Superiore, és la seu de l'ajuntament. Sandro Pertini, el setè President de la República Italiana va néixer aquí i està enterrat en el seu cementiri.
Stella San Giustina, al nord de San Giovanni, està situada en una zona rica en boscos. El seu nom original era Danaveta i a l'Edat Mitjana era una possessió de l'Abadia de Santa Giustina, a Sezzadio.
Stella San Martino, es creu que és l'assentament més antic. Es troba en un turó a l'est de San Giovanni. Les cases i l'església parroquial tenen un rellotge de sol característic.
Stella San Bernardo és la part més occidental de Stella. Les muntanyes boscoses circumdants, riques en rierols, i les vistes panoràmiques que ofereix, el converteixen en un centre popular per als turistes.
Stella Gameragna és la que es troba més al sud i també la més propera al mar. El seu centre històric es caracteritza per carrers estrets.